# سابينا الرحلة 571
سابينا رحلة 571 (بالعبرية :חטיפת מטוס סבנה) كانت طائرة بوينغ 707 تابعة لشركة سابينا الناقل الوطني لبلجيكا وقامت برحلة من فيينا إلى تل أبيب، في يوم 8 أيار/ مايو 1972، فتم اختطافها من قبل أربعة فدائيين ينتمون لمنظمة أيلول الأسود. وتم الهبوط بها في مطار اللد (حاليا مطار بن غوريون الدولي).
العملية تم التخطيط لها من طرف علي حسن سلامة، وتم تنفيذها من قبل مجموعة متكونة من رجلين وامرأتين مسلحين بمسدسات،

## تفاصيل العملية
في الساعة السابعة والنصف من مساء يوم 1972/05/08 وصلت إلى مطار اللد، بفلسطين المحتلة، طائرة بوينع 707 تابعة لشركة سابينا البلجيكية والقادمة من بروكسل، حيث كانت مجموعة وليم نصار قد أتمت استيلاءها على الطائرة. ولحظة استقرار الطائرة على أحد مدرجات المطار، أبلغ قائد المجموعة برج المطار باستيلاء مجموعة من منظمة أيلول الأسود على الطائرة، وأبلغ البرج كذلك بطلب المنظمة إطلاق سراح مئة فدائي أسير خلال عشر ساعات وإلا ستقوم المجموعة بتفجير الطائرة بركابها، وتم إبلاغ البرج بأسماء المطلوب إطلاق سراحهم.
قبل انتهاء مهلة الإنذار بقليل، حضر إلى المطار مندوب الصليب الأحمر الدولي وطلب تمديد مهلة الإنذار، وأعلن عن استعداد الصليب الأحمر للتوسط مع السلطات الإسرائيلية لتنفيذ شروط المنظمة. وخلال هذه الفترة والفترة التي أعقبتها قام وزير الدفاع الإسرائيلي موشيه دايان ورئيس الأركان دافيد العازار وشمعون بيريز وزير المواصلات بالتفاوض مع المجموعة عن طريق برج المطار ومكبرات الصوت، إلا أن قائد المجموعة أصر على تنفيذ كافة شروط المنظمة وشارك في المفاوضات عدد من كبار المسؤولين البلجيكيين.
قبيل الظهر طلب مندوبو الصليب الأحمر الدولي، بعد عدة زيارات قاموا بها للطائرة، السماح بإدخال الطعام والماء إلى الطائرة، وذلك انتظارا لتنفيذ الشروط التي قدمها قائد المجموعة، فتمت الموافقة على ذلك.
في الساعة الرابعة والنصف وصلت سيارات الطعام إلى الطائرة حيث تم فتح الأبواب، ولدى دفع صناديق الطعام بواسطة السيارة المخصصة لذلك اندفع جنود اسرائليليون والذين كانوا متنكرين بملابس العمال إلى داخل الطائرة واشتبكوا مع المجموعة فاستشهد بعض أفراد المجموعة وجرح باقي أفرادها، كما قتل وجرح عدد من الجنود.

## مقتطف من بيان منظمة أيلول الأسود حول العملية
"يهمنا أن نورد الحقائق التالية:
أولا: عندما اخترنا مطار اللد لهبوط الطائرة إنما أردنا أن يكون التحدي على أرض الصراع على أرض فلسطين. وكان أسهل لنا أن نوجه الطائرة إلى أي مطار في المنطقة ونحجز ركابها ونقدم شروطنا، لكننا أردناها معركة تحدي فوق أرضنا الفلسطينية.
ثانيا: أننا نعتبر هذه المعركة معركة تحدي بين الإرادة الفلسطينية المتمثلة في المقاتل الفلسطيني الثوري وبين الإرادة الصهيونية المتمثلة بالصهيوني المخادع والغازي والمغتصب. ولقد تمكنت إرادتنا من اقتياد وزير دفاع العدو وكبار المسؤولين الصهاينة إلى المطار، أخضعناهم خلالها إلى أقسى الظروف وتمكنا من إذلالهم على مدار أكثر من عشرين ساعة.
ثالثا: لقد طرأت على خطتنا ثغرة. الثغرة سببتها دوافع إنسانية عندما سمح ثوارنا إدخال الطعام والماء إلى ركاب الطائرة، وفي المرات القادمة لن تكون هناك ثغرات.
رابعا: شارك الصليب الأحمر الدولي في الخدعة، ففي الوقت الذي كان يجب أن يقوم فيه بالإشراف كليا على إدخال الطعام والتأكد من شخصية العمال لمنع دخول الجنود والأسلحة إلى الطائرة تواطأ وتآمر وتم إدخال الجنود في ملابس العمال مع الطعام إلى الطائرة، وهذا يفسر تدخلهم قبل انتهاء فترة الإنذار وطلبهم تمديده، وكان أول شخص يقترب من الطائرة هو مندوب الصليب الأحمر، وجميع من اقتربوا أو دخلوا الطائرة بعد ذلك كانوا برفقته. لهذا نحن نعتبر مندوبي الصليب الأحمر الدولي في القدس شركاء أصلاً في هذه الجريمة.
خامسا: اتصل بنا المسؤولون البلجيكيون كما شارك بعضهم في المفاوضات التي دارت مع مجموعة وليم نصار وأكدوا أن شروطنا ستنفذ، وبدلا من العمل على تنفيذ هذه الشروط ساهموا في الخدعة وعملوا على نجاحها، لذلك نعتبر الحكومة البلجيكية شريكة أصيلة في الجريمة وسنتصرف وفقا لهذا الموقف.
سادسا : لقد أثبت أبطالنا، أفراد مجموعة وليم نصار، أنهم على أعلى مستوى إنساني، حين قبلوا تمديد مهلة الإنذار وحين قبلوا إدخال الماء والطعام إلى الطائرة حفاظا منهم على أرواح ركابها."
رفض المناضلون الاستسلام وتصدوا لجنود الاحتلال وقتلوا وجرحوا عددا من ضباطه وجنوده.

## المنفذون
- علي طه أبو سنينة (قُتِل)
- تريز هلسة (اعتُقِلَت)
- ريما عيسى طنوس (اعتُقِلَت)
- عبد الرؤوف الأطرش (قُتِل)[3]

فيما بعد، كانت تيريزا هلسه وريما عيسى من ضمن قائمة أسماء المعتقلين الذين أراد منفذوا عملية ميونخ مبادلتهم بالرياضيين الإسرائيليين الرهائن.

حوكمت تيريز هلسة وريما طنوس وصدر بحقهما حكمان بالسجن مدى الحياة، غير أن صفقة لتبادل الأسرى مع منظمة التحرير أطلقت سراحهما.